# بول إيفانز
بول إيفانز (بالإنجليزية: Paul Evans)‏ (1 سبتمبر 1974 المملكة المتحدة - ) هو لاعب كرة قدم بريطاني يلعب كلاعب وسط.

## روابط خارجية
- بول إيفانز على موقع قاعدة بيانات كرة القدم.إي يو (الإنجليزية)
- بول إيفانز على موقع Soccerbase.com (لاعب) (الإنجليزية)